# 都城縣 (日本)
都城縣（日语：／ Miyakonojō ken */?）是日本於1871年設立的行政區劃，管轄範圍包括過去明治維新前日向國南部和大隅國東部區域，相當於現在的鹿兒島縣東部及宮崎縣南部，縣廳設於都城；已於1873年被廢除，轄區被分別劃入宮崎縣及鹿兒島縣。

## 歷史
1871年日本實施廢藩置縣，飫肥藩被改為飫肥縣，同年11月飫肥縣被廢除，新設都城縣，轄區包括將原屬飫肥縣的區域與原屬鹿兒島縣，位於日向國南部、大隅國東部的區域；縣廳設於諸縣郡都城（位於現在的都城市），也因此以「都城」做為新縣的名稱。
1873年，將原屬大隅國的區域劃入鹿兒島縣，其餘區域與美美津縣合併為新設立的宮崎縣。

## 轄區
- 日向國
  - 諸縣郡的部分區域
  - 那珂郡的部分區域
- 大隅國
  - 囎唹郡
  - 姶良郡（在1872年改劃入鹿兒島縣）
  - 桑原郡（部分區域在1872年改劃入鹿兒島縣）
  - 大隅郡
  - 肝屬郡
  - 菱刈郡（在1872年改劃入鹿兒島縣）

## 歴任知事
| 職稱       | 姓名   | 上任日期               | 卸任日期              | 備註         |
| ---------- | ------ | ---------------------- | --------------------- | ------------ |
| 參事       | 桂久武 | 1871年11月14日（舊曆） | 1873年1月15日（舊曆） | 原薩摩藩藩士 |
| 參考資料： |        |                        |                       |              |